# Drongelen, Haagoort, Gansoijen en Doeveren
Drongelen, Haagoort, Gansoijen en Doeveren, was een gemeente in Noord-Brabant die onder deze naam bestaan heeft tot 1 augustus 1908. Op die datum werd de gemeentenaam gewijzigd in Drongelen.
De gemeente omvatte, naast de hoofdplaats Drongelen, de dorpen Hagoort, Gansoijen en Doeveren. De zuidgrens van de gemeente werd gevormd door het Oude Maasje.
Tijdens de aanleg van de Bergsche Maas, die voltooid was in 1904, verdwenen de dorpen Hagoort en Gansoijen. Wat restte van de gemeente werd in tweeën gedeeld.